# Montenegro de Ágreda
Montenegro de Ágreda es una localidad española del municipio de Matalebreras, perteneciente a la provincia de Soria, en la comunidad autónoma de Castilla y León. Está ubicada en la comarca del Moncayo y el partido judicial de Soria.

## Historia
El censo de Pecheros de 1528, en el que no se contaban eclesiásticos, hidalgos y nobles, registraba la existencia 32 pecheros, es decir unidades familiares que pagaban impuestos.
Lugar que durante la Edad Media perteneció a la Comunidad de Villa y Tierra de Ágreda.
A la caída del Antiguo Régimen la localidad se constituye en municipio constitucional, entonces conocido como Montenegro en la región de Castilla la Vieja, partido de Soria que en el censo de 1842 contaba con 17 hogares y 70 vecinos. Hacia mediados del siglo XIX, el lugar tenía contabilizadas unas 20 casas. La localidad aparece descrita en el decimoprimer volumen del Diccionario geográfico-estadístico-histórico de España y sus posesiones de Ultramar de Pascual Madoz de la siguiente manera:

MONTENEGRO: l. con ayunt. en la prov. de Soria (6 leg.) part. jud. de Agreda (2) aud. terr. y c. g. de Burgos (25), dióc. de Tarazona (7) sit. al pie de la sierra del Madero en la parte set. de la misma, con buena ventilacion y clima frio; tiene 20 casas; la consistorial; escuela de instruccion primaria, frecuentada por 10 alumnos, á cargo de un maestro dotado mezquinamente; una igl. parr. (Nuestra Señora la Blanca) servida por un cura y un sacristan: térm.: confina con los de Castilrruiz, Añavieja, Matalebreras y Trebago; dentro de él se encuentran dos fuentes de buenas aguas: el terreno que participa de quebrado y llano, es de regular calidad; comprende 2 deh. de pastos, varios prados naturales y buenos trozos de monte poblados de encina, roble y estepa: caminos, los que dirijen á los pueblos limítrofes: correo: se recibe y despacha en la cab. del part.: prod., trigo, lentejas, yeros, leñas de combustible y carboneo y buenos pastos, con los que se mantiene ganado lanar y cabrio; hay caza de liebres y perdices: ind.: la agrícola: comercio: esportacion del sobrante de frutos y ganados é importacion de los art. que faltan: pobl.: 17 vec. y 70 alm. cap. imp. 7,228 rs.
(Madoz, 1848, p. 548)

A mediados del siglo XIX desaparece el municipio porque se integra en Matalebreras.

## Demografía
En el año 2000 contaba con 9 habitantes, concentrados en el núcleo principal, pasando a 8 en 2014.

## Patrimonio
En la localidad se encuentra la iglesia de Nuestra Señora de la Blanca. Se trata de una iglesia fortificada protogótica del siglo XIII aprovechando una torre de origen bereber.

## Fiestas
- San Antonio, 13 de junio.
- Virgen de la Blanca, 29 de agosto.